# Reinas del Paraguay 2022
Reinas del Paraguay 2022 fue 1.ª edición del concurso Reinas del Paraguay. Se llevó a cabo el 26 de agosto de 2022 en el Paseo La Galería en Asunción (Paraguay). 14 candidatas compitieron por el título. Al final del evento, Nadia Ferreira coronó a Leah Ashmore como su sucesora.
Miss Mundo Paraguay 2021, Bethania Borba de Alto Paraná, Miss Internacional Paraguay 2021, Ariane Maciel de Central y Miss Tierra Paraguay 2021, Evelyn Andrade de Canindeyú también coronaron a sus sucesoras, Dahiana Benítez Gatzke, Jazmín de la Sierra Rodríguez y Macarena Tomas. Dahiana representará a Paraguay en Miss Mundo 2023 y Jazmín en Miss Internacional 2023.

## Antecedentes

### Ubicación y fecha
El 7 de junio de 2022, se anunció que el certamen se llevará a cabo en el Paseo La Galería el 26 de agosto de 2022.

### Selección de candidatas
El 7 de junio, también se anunció que la búsqueda de candidatas iniciaría el 11 de junio y finalizaría el 25 de junio. El 30 de junio de 2022, la organización presentó las 14 candidatas.

## Resultados
- La candidata ganó en un concurso internacional.
- La candidata fue finalista en un concurso internacional.
- La candidata fue semifinalista en un concurso internacional.
- No clasificó

| Posiciones                       | Candidata                       |
| -------------------------------- | ------------------------------- |
| Miss Universo Paraguay 2022      | - Leah Ashmore                  |
| Miss Internacional Paraguay 2022 | - Jazmín de la Sierra Rodríguez |
| Miss Tierra Paraguay 2022        | - Macarena Tomas                |
| Virreina Universo                | - Alejandra Sens                |
| Primera finalista                | - Yanina Gómez                  |
| Segunda finalista                | - Nahee Lee                     |
| Tercera finalista                | - Laurent Villar                |

### Miss Mundo Paraguay
| Posiciones               | Candidata                |
| ------------------------ | ------------------------ |
| Miss Mundo Paraguay 2022 | - Dahiana Benítez Gatzke |
| Primera finalista        | - Elicena Andrada        |

### Premios especiales
| Premio            | Ganadoras       |
| ----------------- | --------------- |
| Mejor Piel        | Maelia Salcines |
| Miss Simpatía     | Yanina Gómez    |
| Reina del Público | Maelia Salcines |
| Miss Sonrisa      | Elicena Andrada |

## Áreas de competencia

### Final
La noche final fue transmitida en vivo para todo el Paraguay por Canal Trece. Al exterior por YouTube en Alta definición; además se transmitió vía internet para todos los países y territorios desde Asunción, Paraguay.
El grupo de 9 semifinalistas se dio a conocer durante la competencia final.
Todas las candidatas fueron evaluadas por un Jurado final:
- Las candidatas desfilaron en una ronda en traje de baño-
- Posteriormente, las mismas desfilaron en traje de noche (elegidos al gusto de cada concursante).
- Basado en el desenvolvimiento en las áreas mencionadas, más la entrevista preliminar de varias noches anteriores, el jurado eligió las nueve semifinalistas de la noche.
- Las nueve (semifinalistas) se sometieron a una pregunta por parte del jurado; basado en las respuestas de las semifinalistas, seis de ellas saldrán de competencia.
- Las seis restantes (finalistas) fueron sometidas a una pregunta equitativa y basado en sus calificaciones en la ronda de preguntas, el jurado determinará las posiciones finales y a las ganadoras.

## Candidatas
14 candidatas han sido confirmadas:
| Candidata                     | Edad | Estatura (m)    | Residencia          |
| ----------------------------- | ---- | --------------- | ------------------- |
| Laurent Villar                | 22   | 1,85 m (6′ 1″)  | Fuerte Olimpo       |
| Sasha Monti                   | 18   | 1,70 m (5′ 7″)  | Ciudad del Este     |
| Julieta Cabrera               | 18   | 1,65 m (5′ 5″)  | Asunción            |
| Leah Ashmore                  | 27   | 1,78 m (5′ 10″) | Villarrica          |
| Sofía Espínola                | 19   | 1,80 m (5′ 11″) | Filadelfia          |
| Jazmín de la Sierra Rodriguez | 24   | 1,75 m (5′ 9″)  | Asunción            |
| Maelia Salcines               | 27   | 1,73 m (5′ 8″)  | Fernando de la Mora |
| Macarena Tomas                | 28   | 1,70 m (5′ 7″)  | Areguá              |
| Yanina Gómez                  | 25   | 1,73 m (5′ 8″)  | Asunción            |
| Elicena Andrada Orrego        | 27   | 1,73 m (5′ 8″)  | Tobati              |
| Michelle Chase Bendlin        | 27   | 1,76 m (5′ 9″)  | Asunción            |
| Dahiana Benitez Gatzke        | 20   | 1,80 m (5′ 11″) | Encarnación         |
| Nahee Lee                     | 20   | 1,75 m (5′ 9″)  | Asunción            |
| Alejandra Sens                | 23   | 1,75 m (5′ 9″)  | Asunción            |

## Jurado
- Abdala Oviedo[7]
- Alba Riquelme - Miss Universo Paraguay 2011[1]
- Carlos Burró[1]
- Marcos Margraf[1]
- Mario López[1]
- Puppa Careaga[1]
- Rodrigo Fernández[1]
- Silenia Abdala[1]
- Vivian Benítez[1]
- Yanina González[1]
- Gustavo Méndez[1]
- Jazmín Romero[1]